# Figi ai Giochi olimpici
Le Isole Figi hanno partecipato per la prima volta ai Giochi olimpici nel 1956. Ai Giochi olimpici del 2016 di Rio de Janeiro la squadra maschile di Rugby a 7 conquista la prima medaglia d'oro nella storia olimpica delle Figi, per poi ripetersi 5 anni dopo a Tokyo, dove sempre in tale variante dello sport ovale la nazionale femminile conquista il bronzo.

## Medagliere
| Giochi                 | Oro              | Argento          | Bronzo           | Totale           |
| ---------------------- | ---------------- | ---------------- | ---------------- | ---------------- |
| Melbourne 1956         | 0                | 0                | 0                | 0                |
| Roma 1960              | 0                | 0                | 0                | 0                |
| Tokyo 1964             | non partecipante | non partecipante | non partecipante | non partecipante |
| Città del Messico 1968 | 0                | 0                | 0                | 0                |
| Monaco di Baviera 1972 | 0                | 0                | 0                | 0                |
| Montréal 1976          | 0                | 0                | 0                | 0                |
| Mosca 1980             | non partecipante | non partecipante | non partecipante | non partecipante |
| Los Angeles 1984       | 0                | 0                | 0                | 0                |
| Seul 1988              | 0                | 0                | 0                | 0                |
| Barcellona 1992        | 0                | 0                | 0                | 0                |
| Atlanta 1996           | 0                | 0                | 0                | 0                |
| Sydney 2000            | 0                | 0                | 0                | 0                |
| Atene 2004             | 0                | 0                | 0                | 0                |
| Pechino 2008           | 0                | 0                | 0                | 0                |
| Londra 2012            | 0                | 0                | 0                | 0                |
| Rio de Janeiro 2016    | 1                | 0                | 0                | 1                |
| Tokyo 2020             | 1                | 0                | 1                | 2                |
| Parigi 2024            | 0                | 1                | 0                | 1                |
| Totale                 | 2                | 1                | 1                | 4                |

### Medagliere alle Olimpiadi invernali
| Giochi              | Oro              | Argento          | Bronzo           | Totale           |
| ------------------- | ---------------- | ---------------- | ---------------- | ---------------- |
| Calgary 1988        | 0                | 0                | 0                | 0                |
| Albertville 1992    | non partecipante | non partecipante | non partecipante | non partecipante |
| Lillehammer 1994    | 0                | 0                | 0                | 0                |
| Nagano 1998         | non partecipante | non partecipante | non partecipante | non partecipante |
| Salt Lake City 2002 | 0                | 0                | 0                | 0                |
| Torino 2006         | non partecipante | non partecipante | non partecipante | non partecipante |
| Vancouver 2010      | non partecipante | non partecipante | non partecipante | non partecipante |
| Soči 2014           | non partecipante | non partecipante | non partecipante | non partecipante |
| Pyeongchang 2018    | non partecipante | non partecipante | non partecipante | non partecipante |
| Pechino 2022        | non partecipante | non partecipante | non partecipante | non partecipante |
| Totale              | 0                | 0                | 0                | 0                |

### Medaglie per disciplina

#### Olimpiadi estive
| Sport     | Oro | Argento | Bronzo | Totale |
| --------- | --- | ------- | ------ | ------ |
| Rugby a 7 | 2   | 1       | 1      | 4      |
| Totale    | 2   | 1       | 1      | 4      |